# Горазд Чаповски
Горазд Чаповски (на македонска литературна норма: Горазд Чаповски) е виден музикант (китарист) от Северна Македония, i,eo основателите на балканския даркуейв.

## Биография
Роден е в Скопие. Син е на Иван Чаповски и брат на художничката Виолета Чаповска. Започва да се занимава с музика в началото на 1980-те години. Сред основателите е на култовата за Република Македония група „Мизар“. Като фронтмен на групата търси вдъхновение за музиката си в хипи движенията от 1960-те години и пост-пънка.
През 1993 година Чаповски е сред основателите на друга известна в Република Македония група – „Кисмет“.